# Vasudevan Baskaran

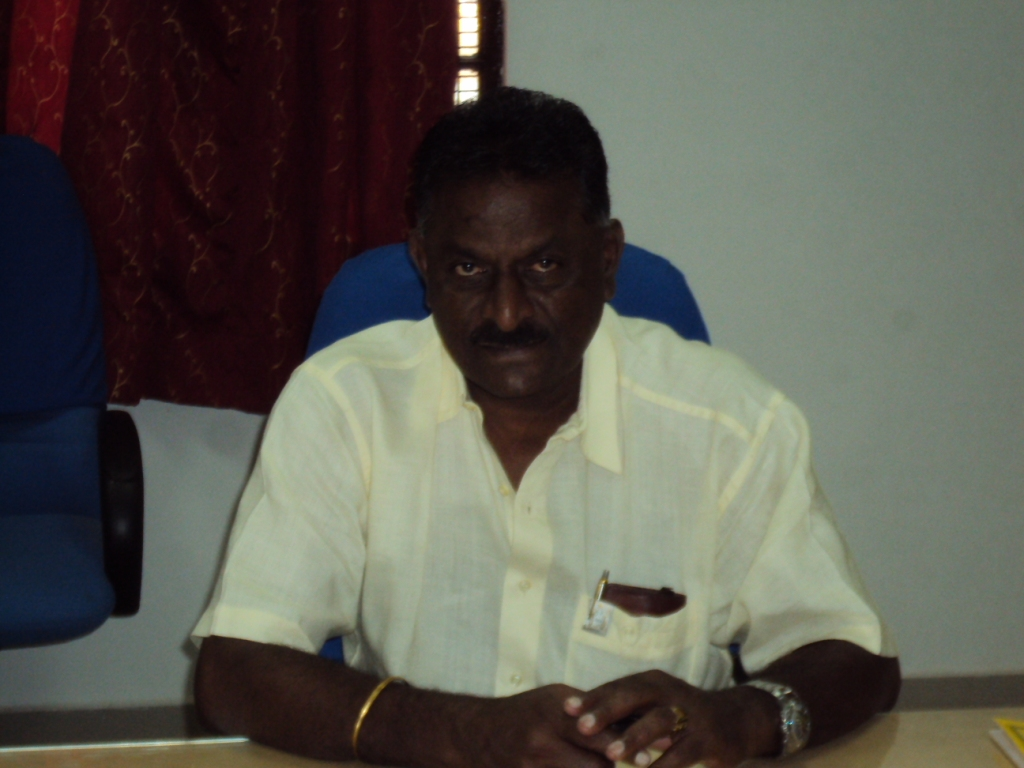
Vasudevan Baskaran (2012)

Vasudevan Baskaran, auch Vasudevan Bhaskaran, (* 17. August 1950 in Aarani im heutigen Bundesstaat Tamil Nadu) ist ein ehemaliger indischer Hockeyspieler. Er  spielte bei den Olympischen Spielen 1980 in Moskau in der siegreichen indischen Mannschaft.

## Sportliche Karriere
Der 1,74 m große Vasudevan Baskaran erreichte mit der indischen Mannschaft bei den Asienspielen 1974 in Teheran den zweiten Platz hinter der Pakistanischen Mannschaft. Bei den Olympischen Spielen 1976 in Montreal belegte die indische Mannschaft in der Vorrunde den dritten Platz und erreichte in den Platzierungsspielen den siebten Platz. Bei den Asienspielen 1978 in Bangkok gewann die indische Mannschaft wieder Silber hinter der Mannschaft Pakistans.
1980 bei den Olympischen Spielen in Moskau gewannen die Inder in der Vorrunde drei Spiele und spielten zweimal unentschieden. Damit erreichten sie das Finale gegen die Spanier, die indische Mannschaft siegte mit 4:3. Nach seinem Olympiasieg wurde er mit dem Arjuna Award ausgezeichnet.
Vasudevan Baskaran war mehrfach indischer Nationaltrainer. So auch bei den Olympischen Spielen 2000, als die indische Mannschaft den siebten Platz belegte.